# Resolución 172
 Resolución 172  es el décimo capítulo de la tercera temporada de la serie dramática El Ala Oeste.

## Argumento
Tras la pausa de Navidad, el abogado republicano Clifford Calley ofrece un trato a Leo: cerrar la comisión definitivamente a cambio de una resolución del congreso de condena al presidente por haber ocultado su enfermedad. Sería la Resolución de Censura Concurrente Número 172, y evidentemente el Jefe de Gabinete de la Casa Blanca lo rechaza. Prefiere sacrificar su carrera política por el bien de su equipo. Finalmente el propio presidente le pedirá que lo acepte, puesto que se siente culpable por lo que ha hecho y entiende que es la mejor salida para todos.
Mientras Josh busca la manera de tener una cita con la Directora de la Oficina Feminista en Washington Amy Gardner, una antigua compañera de Instituto. Fascinado por su personalidad y belleza, se busca la excusa de las bajas maternales para ir a verla. Tras quedar con ella, debe dejarla   apresuradamente: Clifford Calley le ha pedido ayuda a Donna para que el propio Josh convenza a Leo para que cambie de actitud.
Por su parte Sam intentará desacreditar un libro de un exfotográfo de la Casa Blanca que él mismo contrató y que estuvo muy poco tiempo por su falta de implicación y talento. Busca notoriedad a costa de criticar a todos los miembros del gabinete. Con un borrador del libro, irá buscando uno por uno las mentiras e invenciones del exempleado. Finalmente C.J. Cregg le hará una recomendación: olvidarse del asunto. No merece la pena perder su valioso tiempo en algo tan absurdo y tan carente de interés.

## Curiosidades
- Como anécdota en el episodio, Charlie le regala al presidente un mapa del siglo XVIII de Oriente Próximo, donde no figura Israel porque entonces no existía. El segundo quiere enmarcarlo y ponerlo en el despacho oval pero el resto del personal le advierte de los problemas políticos internacionales que ello acarrearía. Es un ejemplo claro del cuidado extremo de las relaciones entre Estados Unidos e Israel frente al trato del primero con el pueblo palestino.